# Constitución federal de Suiza
La Constitución federal de la Confederación Suiza (en alemán: Bundesverfassung der Schweizerischen Eidgenossenschaft; en francés: Constitution fédérale de la Confédération suisse; en italiano: Costituzione federale della Confederazione Svizzera; en romanche: Constituziun federala da la Confederaziun Svizra) es la tercera y actual carta fundamental de Suiza adoptada vía voto popular del 18 de abril de 1999 y vigente desde el 1 de enero de 2000. Vino a reemplazar a la antigua Constitución de 1874, que ya había sido actualizada sin mayores reformas sustanciales.
El documento establece que la Confederación Suiza es una república federal de 26 cantones, contiene una lista de derechos individuales y populares (incluyendo el derecho a llamar a un referéndum popular sobre las leyes federales y enmiendas constitucionales), delinea las responsabilidades de los cantones y la confederación y establece las autoridades federales y de gobierno.

## Posición en la jerarquía jurídica
La Constitución federal se encuentra en el escalafón más alto del sistema jurídico suizo, seguidos por las ordenanzas y decretos del Gobierno federal y las constituciones, leyes, reglamentos y decretos de los cantones y municipios subordinados, siempre que no sean contrarios a la carta magna.
Una excepción a esta regla se encuentra en las leyes federales —en alemán: Bundesgesetz—, donde no es observable una jurisdicción constitucional. Esta regla especial es una expresión del mayor peso del principio de la democracia contra el imperio de la ley.

## Estructura y contenido
La Constitución comienza con un preámbulo que hace referencia a Dios: «En el nombre de Dios Todopoderoso!» —en alemán: Im Namen Gottes des Allmächtigen!—. El texto actual de la Constitución se divide en seis títulos:
- El Título I, contiene las disposiciones generales, como el objetivo del Estado (artículo 2), la posición de los cantones (artículo 3), los idiomas nacionales (artículo 4) y los principios del Estado de Derecho (artículo 5).[3]
- El Título II, establece los derechos fundamentales (artículos 7 a 36), los derechos civiles (artículos 37-40) y los derechos sociales (artículo 41).[3]
- El Título III, lleva bajo título «Confederación, cantones y municipios» y en los artículos 43-135 regula en detalle el reparto de competencias entre los tres niveles de gobierno.[3]
- El Título IV, regula los derechos políticos del pueblo y de los cantones en los artículo 136-142, especialmente los concernientes a democracia directa y derechos políticos de las personas (iniciativa y referéndum).[3]
- El Título V, se dedica a las autoridades federales y describe la organización y atribuciones de la Asamblea Federal (Poder legislativo en los artículos 143 a 173), el Consejo Federal y la Administración Federal (Poder ejecutivo en los artículos 174-187) y la Corte Federal y otras autoridades judiciales (Poder judicial en los artículos 188-191 y 191a-c).[3]
- El título VI, incluye aspectos asociados a la revisión de la Constitución y potenciales reformas (artículos 192-195), además de incluir disposiciones transitorias (artículos 196 y 197).[3]